# يورغن بارث
يورغن بارث (بالألمانية: Jürgen Barth)‏ هو سائق سيارة سباق وكاتب ألماني، ولد في 10 ديسمبر 1947 في Thum ‏ في ألمانيا.

## وصلات خارجية
- يورغن بارث على موقع Racing-Reference.info (الإنجليزية)
- يورغن بارث على موقع DriverDB.com (الإنجليزية)
- يورغن بارث على موقع eWRC-results.com (الإنجليزية)